# Assia Zlatkowa
Assia Zlatkowa Schwarck (født 17. april 1953) er en dansk-bulgarsk koncertpianist, der var mest aktiv i perioden 1960-1990. Hun lever nu det meste af tiden en tilbagetrukken tilværelse i Spanien som enke efter Gösta Schwarck. Hun blev dansk statsborger i 1978, og i 1981 blev Assia Zlatkowa optaget i Kraks Blå Bog.

## Tidlige liv
Som barn udviste Assia Zlatkowa et stort musisk talent, og som 5-årig blev hun optaget på Musikskolen i Sofia. I den bulgarske musikpædagogiske film "De første trin" havde hun hovedrollen som 8-årig, og i en alder af 9 spillede hun som solist med flere bulgarske symfoniorkestre, hvor hun debuterede med Haydns d-dur-koncert.
Sin fortsatte uddannelse fik hun på Musikkonservatoriet i Sofia under ledelse af professor Kutewa, og hun studerede også under ledelse af professor Guido Agosti i Weimar og Siena samt professor Herman D. Koppel.

## Karriere
Assia Zlatkowa vandt 3 internationale førstepriser: som 13-årig: 1. Pris England 1966 (Middlesbrough) og 14-årig: 1. Pris Bulgarien 1967 (Russe) og 19-årig: 1. Pris i Italien 1972 (Enna).
Maëstro Kurt Masur engagerede den 14-år gamle  Assia Zlatkowa til at spille Mozarts d-mol-koncert KV 466 med Dresdner-Filharmonien 4 gange over 4 dage. Dirigent var Professor Heinz Bongartz.
Hun er siden ofte blevet inviteret til Tyskland, både Øst- og Vest-, og 17 år gammel spillede hun sammen med 'Berliner Philharmonikerne' Beethovens 3. klaverkoncert, hvorefter hun turnerede i Polen, Italien, Øst- og Vesttyskland og Danmark.

## I Danmark
Under sin første soloklaverkoncert i Sommerhaven Tivoli, København, i august 1975 tog hun Danmark med storm, hvilket resulterede i flere invitationer om solistoptræden for de ledende danske symfoniorkestre. Hendes Gallakoncert i Falkonersalen med Maestro Carlo Zecchi og Sjællands Symfoniorkester den 1. marts 1977 – med Chopins e-mol-koncert – blev optaget live til en  LP af pladeselskabet 'Point', og den 5. maj 1977 opførte hun samme koncert med samme dirigent, men med Danmarks Radiosymfoniorkester i Tivolis Koncertsal for Danmarks Radio TV.
Assia Zlatkowa har siden 1975 haft fast bopæl i København, men har i de senere år opholdt sig en stor del af tiden i sit andet hjem i Spanien af helbredsmæssige årsager.

## Eksterne kilder
- www.assia.dk

 Der er for få eller ingen kildehenvisninger i denne artikel, hvilket er et problem. Du kan hjælpe ved at angive troværdige kilder til de påstande, som fremføres i artiklen.